# 塔拉塔 (秘魯)
塔拉塔（西班牙語：Tarata），是秘魯的城鎮，位於該國南部塔克納大區，是塔拉塔省的首府，始建於1741年1月3日，海拔高度3,083米，2007年人口2,882，居民使用艾馬拉語和西班牙語。
17°28′S 70°02′W / 17.467°S 70.033°W